# Jackson v. Indiana
Dans l'arrêt de principe  de droit psychiatrique Jackson v. Indiana, la Cour suprême des États-Unis a déterminé que les droits à un procès en bonne et due forme et à la égale protection des lois sont violés si un État garde un accusé dans un établissement de santé indéfiniment sans son consentement seulement en raison de son incapacité à subir un procès.